# Франкенбергер, Генрих
Генрих Франкенбергер (нем. Heinrich Frankenberger; 20 августа 1824 — 22 ноября 1885) — немецкий арфист, композитор и музыкальный педагог.
Учился в Лейпцигской консерватории у Луи Плайди и Морица Гауптмана. С 1847 года играл в придворном оркестре княжества Шварцбург-Зондерсхаузен, в 1880—1881 годах один из его капельмейстеров (руководил дневными концертами, тогда как Август Кёниг — вечерними). Написал музыкально-краеведческий обзор «Органы в герцогстве Шварцбург-Зондерсхаузен» (нем. Die Orgeln im Fürstentum Schwarzburg-Sondershausen 1870–1883), переизданный в 1991 году. Автор трёх опер, хоровых и вокальных сочинений. Был одним из первых учителей Гуго Римана.